# Il deserto delle sabbie mobili
Il deserto delle sabbie mobili (The Shifting Sands) è il quarto romanzo della serie Il magico mondo di Deltora scritta da Emily Rodda.

## Trama
È trascorsa appena una notte da quando Lief, Barda e Jasmine hanno lasciato la Città dei Topi nella quale hanno recuperato l'opale. A un certo punto nel cielo si fa largo un AK-Baba, un gigantesco avvoltoio in grado di vivere mille anni, mandato dal Signore dell'Ombra a verificare le condizioni della città. I tre amici sfruttano il mantello tessuto dalla madre di Lief, il quale è in grado di rendere invisibile chiunque ci si nasconda sotto; grazie ai pesci del fiume che i nostri eroi stavano attraversando, l'Ak-Baba non li nota e il viaggio continua senza problemi.
Arrivati in un meleto, i tre viaggiatori non sono solo sfiniti, ma anche affamati e iniziano a mangiare quei frutti "dolci e molto nutrienti"; ma in pochi istanti appare una vecchina, la proprietaria del campo, che pretende di riavere indietro tutti i suoi frutti, giacché deve produrre una certa quantità di succo di mele dell'Ape Regina (che sarebbe la vecchia stessa); comprendendo che sono stati mangiati, scatena contro i ladri un esercito di api. Per via della paura Jasmine lancia alla signora tutte le monete che aveva sottratto alle Guardie Grigie sbranate dal Wennbar nelle Foreste del Silenzio; la vecchina accetta soddisfatta e indica agli amici la via per continuare il loro viaggio. 
Lungo la strada i tre incontrano moltissime persone dirette a Rithmere e, trovato un volantino che pubblicizza i giochi che si svolgeranno nella città, decidono di recarsi anche loro l, per guadagnare qualche soldo (i finalisti riceveranno 100 monete d'oro e il vincitore 1000).
Dopo aver incontrato uno strano truffatore, i viaggiatori entrano nella Locanda ufficiale dei giochi dove Mamma Brightly, la locandiera, permette loro di iscriversi e gli consegna delle fasce colorate con i finti nomi scelti da Barda: Bacca, Rametto e Uccellino.
Gli amici credono che tutto procederà per il meglio, ma subito dopo rivedono l'uomo sfregiato incontrato alla locanda di Tom e scoprono che i giochi consistono in combattimenti all'ultimo sangue.
Dopo aver superato indenni il primo turno, i nostri eroi si trovano tra i finalisti e per fortuna non devono sfidarsi l'un l'altro: Barda viene sconfitto da Destino (lo sfregiato), Lief da Neridah l'acrobata e Jasmine, che dovrebbe affrontare Orwen, vince perché questo si scaraventa contro il mostruoso Glock per proteggere la compagna Joanna e viene neutralizzato dall'avversario di questa, come Joanna stessa.
Dain, un amico di Destino, offre a tutti i campioni rimasti del succo di mele dell'Ape regina: Jasmine lo rifiuta perché lo trova troppo dolce, mentre Destino ne beve una tazza senza sonnifero; gli altri due concorrenti crollano a terra perché le loro bevande sono state drogate.
Jasmine vince anche l'ultimo incontro e riceve soldi e medaglia; gli amici sono pronti a partire, ma Mamma Brightly li fa cadere i una trappola: indica loro una via secondaria per uscire dalla locanda senza essere attaccati dai banditi, ma questa li conduce invece dritti dalle Guardie Grigie, che hanno il compito di portare i tre nell'arena dell'ombra.
Destino li trae in salvo e propone loro di unirsi alla resistenza, ma loro hanno ben altro a cui pensare e decidono di proseguire il loro viaggio verso le Sabbie Mobili, nonostante siano inseguiti dal nemico.
Nel deserto in cui si nasconde la quarta pietra incontrano sulla loro via degli strani e abominevoli mostri che possiedono una moltitudine di stomaci e uno di loro uccide le Guardie Grigie che li stavano inseguendo; un altro nemico, la sabbia, attacca i viaggiatori e li divide, Lief fa uno strano sogno in cui mescola la sua vita passata e l'avventura presso l'Ape Regina; ricongiuntosi agli amici sa di dover raggiungere il centro delle sabbie mobili e lì trova un enorme alveare; dopo essersi calato al suo interno con una torcia fumante per tenere a bada le api, recupera il lapislazzuli, sostituendolo con l'uccellino di legno che Jasmine aveva vinto presso Ferdinando, per non far crollare la cella che esso sostiene.
Gli amici possono proseguire la loro avventura alla volta della Montagna del Terrore.

## Differenze rispetto alla serie animata
Nel libro:
1. Lief non rievoca il passato del padre mentre l'Ak-Baba vola sulle loro teste e copre tutti con il mantello mentre sono nell'acqua, non sulla terra ferma.
2. Kree svela il trucco di Ferdinando, non Filli
3. Il falso nome di Jasmine è Bacca, quello di Barda Uccellino; nella serie la ragazza utilizza il nome di Uccellina, il compagno si fa chiamare Bacca
4. Neridah non incontra Lief fuori dall'arena e tra i due non nasce nessun sentimento d'affetto reciproco
5. Dain appare durante i giochi, ma non contribuisce al salvataggio dei tre amici
6. Il vero guardiano della pietra è la sabbia stessa

## Edizioni
- Emily Rodda, Il deserto delle sabbie mobili, traduzione di Giancarlo Carlotti, Edizioni Piemme, 2002,  p. 144, ISBN 88-384-6854-0.